# Run Slalom
La Run Slalom est une compétition internationale de canoë-kayak se tenant annuellement à Sainte-Suzanne, sur l'île de La Réunion, en France. Organisée début février au stade en eaux vives de Sainte-Suzanne, le long de la Rivière Sainte-Suzanne, cette épreuve de slalom existe depuis 2021. À la suite de l'installation d'une rampe en décembre 2023, l'événement comprend du kayak-cross à compter de sa quatrième édition en 2024.

## Palmarès

### Canoë slalom

#### Femmes
| Épreuves | Or                       | Argent                   | Bronze                   |
| -------- | ------------------------ | ------------------------ | ------------------------ |
| 2021     | Núria Vilarrubla Espagne | Andrea Herzog Allemagne  | Elena Apel Allemagne     |
| 2022     | Andrea Herzog Allemagne  | Tereza Kneblová Tchéquie | Marta Bertoncelli Italie |
| 2023     | Elena Lilik Allemagne    | Angèle Hug France        | Elena Borghi Italie      |
| 2024     | Elena Lilik Allemagne    | Andrea Herzog Allemagne  | Laurène Roisin France    |

#### Hommes
| Épreuves | Or                       | Argent                     | Bronze                   |
| -------- | ------------------------ | -------------------------- | ------------------------ |
| 2021     | Martin Thomas France     | Ander Elosegi Espagne      | Liam Jegou Irlande       |
| 2022     | Raffaello Ivaldi Italie  | Franz Anton Allemagne      | Ander Elosegi Espagne    |
| 2023     | Jules Bernardet France   | Tanguy Adisson France      | Raffaello Ivaldi Italie  |
| 2024     | Yohann Senechault France | Sideris Tasiadis Allemagne | Titouan Estanguet France |

### Kayak slalom

#### Femmes
| Épreuves | Or                     | Argent                     | Bronze                    |
| -------- | ---------------------- | -------------------------- | ------------------------- |
| 2021     | Ricarda Funk Allemagne | Natalia Pacierpnik Pologne | Klaudia Zwolińska Pologne |
| 2022     | Ricarda Funk Allemagne | Elena Lilik Allemagne      | Andrea Herzog Allemagne   |
| 2023     | Elena Lilik Allemagne  | Eliška Mintálová Slovaquie | Ricarda Funk Allemagne    |
| 2024     | Ricarda Funk Allemagne | Elena Lilik Allemagne      | Emily Apel Allemagne      |

#### Hommes
| Épreuves | Or                       | Argent                     | Bronze                         |
| -------- | ------------------------ | -------------------------- | ------------------------------ |
| 2021     | Malo Quéméneur France    | Giovanni De Gennaro Italie | Boris Neveu France             |
| 2022     | Peter Kauzer Slovénie    | Titouan Castryck France    | Jiří Prskavec Tchéquie         |
| 2023     | Jiří Prskavec Tchéquie   | Giovanni De Gennaro Italie | Anatole Delassus France        |
| 2024     | Gelindo Chiarello Suisse | Isak Öhrström Suède        | Vít Přindiš République tchèque |

### Kayak-cross

#### Femmes
| Épreuves | Or                    | Argent            | Bronze               |
| -------- | --------------------- | ----------------- | -------------------- |
| 2024     | Elena Lilik Allemagne | Angèle Hug France | Coline Charel France |

#### Hommes
| Épreuves | Or                | Argent              | Bronze             |
| -------- | ----------------- | ------------------- | ------------------ |
| 2024     | Jan Rohrer Suisse | Dimitri Marx Suisse | Boris Neveu France |